# World Seniors Championship
El World Seniors Championship es un torneo de snooker, de invitación, que se celebra con periodicidad anual desde 2010. Años antes, en 1991, se organizó una primera edición a la que no se le brindó continuidad. Desde 2020, solo se les permite participar a jugadores de al menos 40 años.
Jimmy White defenderá en la próxima edición el título conseguido en 2023 al imponerse por 5-3 a Alfie Burden en la final.

## Historia

### Ganadores
| Año  | Ganador       | Resultado | Subcampeón      | Sede           | Referencias |
| ---- | ------------- | --------- | --------------- | -------------- | ----------- |
| 1991 | Cliff Wilson  | 5-4       | Eddie Charlton  | Stoke-on-Trent | [ 2 ]       |
| 2010 | Jimmy White   | 4-1       | Steve Davis     | Bradford       | [ 1 ]       |
| 2011 | Darren Morgan | 2-1       | Steve Davis     | Peterborough   | [ 4 ]       |
| 2012 | Nigel Bond    | 2-0       | Tony Chappel    | Portsmouth     | [ 5 ]       |
| 2013 | Steve Davis   | 2-1       | Nigel Bond      | Portsmouth     | [ 6 ]       |
| 2015 | Mark Williams | 2-1       | Fergal O'Brien  | Blackpool      | [ 7 ]       |
| 2016 | Mark Davis    | 2-1       | Darren Morgan   | Preston        | [ 8 ]       |
| 2017 | Peter Lines   | 4-0       | John Parrott    | Scunthorpe     | [ 9 ]       |
| 2018 | Aaron Canavan | 4-3       | Patrick Wallace | Scunthorpe     | [ 10 ]      |
| 2019 | Jimmy White   | 5-3       | Darren Morgan   | Sheffield      | [ 11 ]      |
| 2020 | Jimmy White   | 5-4       | Ken Doherty     | Sheffield      | [ 12 ]      |
| 2021 | David Lilley  | 5-3       | Jimmy White     | Sheffield      | [ 13 ]      |
| 2022 | Lee Walker    | 5-4       | Jimmy White     | Sheffield      | [ 14 ]      |
| 2023 | Jimmy White   | 5-3       | Alfie Burden    | Sheffield      | [ 3 ]       |